# Thysanocarpus erectus
Thysanocarpus erectus är en korsblommig växtart som beskrevs av Sereno Watson. Thysanocarpus erectus ingår i släktet Thysanocarpus och familjen korsblommiga växter. Inga underarter finns listade i Catalogue of Life.